# SAK University 東京イノベーションキャンパス
SAK University 東京イノベーションキャンパスとは、英国の研究型国立大学エセックス大学のコンピュータサイエンス×AIエンジニアリング専攻学科の授業を受講できる教育機関。
英国名門・エセックス大学と日本のITスクールSAK（システムアーキテクチュアナレッジ）が連携し2025年に開校。
カリキュラムは英国大学教育の基準に基づいて設計されており、3年間（日本の4年制大学に相当）でエセックス大学の卒業資格（学士号（コンピュータサイエンス））を取得することが可能。